# Chris O'Neal
Christopher Richard O'Neal também chamado Chris O'Neal (Teaneck, Nova Jersey, Estados Unidos em 04 de Abril de 1994), é um ator e cantor estadunidense que recebeu seu primeiro grande papel na Nickelodeon em 2012 na série How to Rock que iniciou em 04 de Fevereiro e terminou em 08 de Dezembro do mesmo ano.
Em How to Rock, Chris atuava como o melhor amigo de Kacey (Cymphonique Miller) e também o melhor amigo de Nelson (Noah Crawford) que juntos estão em uma banda chamada "Gravity 5". Chris O'Neal é residente de Teaneck, Nova Jersey, Estados Unidos e assistiu a Teaneck High School e também em Teaneck Community Charter School. Ele apareceu em alguns comerciais de Saturday Night Live como ele mesmo e com outros atores reconhecidos.
No mesmo ano, ele estreou com êxito em How to Rock, Nickelodeon o chamou, junto com Noah Crawford à protagonizar uma série de sketches e vídeos graciosos chamados You Gotta See This de onde conheceram as celebridades populares como One Direction, Big Time Rush, Miranda Cosgrove entre outros. O show foi concebido para vinte epsódios, transmitindo só nove por baixa audiência. Chris protagonisará o próximo filme original da Nickelodeon chamada Swindle, com Jennette McCurdy, Ariana Grande, Noah Crawford, Ciara Bravo, Noah Munck, etc., que irá ao ar em Setembro de 2013.
Chris se descreve como um garoto imperativo que gosta de Skate e Rap (Hip hop).

## Filmografia
| Ano         | Série/Filme        | Personagem    | Notas                                      |
| ----------- | ------------------ | ------------- | ------------------------------------------ |
| 2012        | How to Rock        | Kevin Reed    | personagem principal, sárie da Nickelodeon |
| 2012 - 2013 | You Gotta See This | Sendo o mesmo | apresentador, série da Nickelodeon         |
| 2013        | Swindle            | Ben           | protagonista, filme da Nickelodeon         |